# قط بومباي

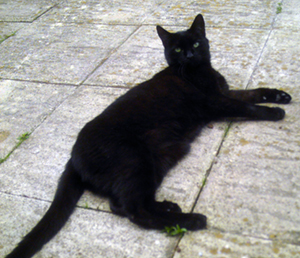
قط بُمباي

قط بُمباي أو بومباي (بالإنجليزية: Bombay cat)‏ هو قط من سلالة حديثة ظهر نتيجة مزج سلالات من القطط البورمية والأمريكية قصيرة الشعر وسمي بهذا الاسم لأن هذه القطط شديدة الشبه بالنمور الهندية السوداء وهو نوع متوسط الحجم وله قامة رشيقة تنتهي بأقدام لها وسائد، رأسه مستدير وممتلئ بحنك قصير وأذناه متوسطتا الحجم ومستديرتا الأطراف، وأنفه قصير أسود اللون وعينها مستديرتان وصفراواتان، وذيله متوسط الطول، ويمتاز بالذكاء والهدوء ويتودد لصاحبه ويحب العيش في البيوت ويعتمد في غذائه على اللحوم بصورة أساسية. تلد الأنثى أربعة أو خمسة جراء في كل مهد الجراء فاتحة اللون لكنها تصبح سوداء تماما بعد مرور ستة أشهر. يطلق اسم بُمباي على القطط السوداء من القطط الآسيوية.